# Delta (Alabama)
Pour les articles homonymes, voir Delta (homonymie).
Delta est une census-designated place située dans le comté de Clay, en Alabama, aux États-Unis. En 2010, sa population était de 197 habitants.

## Démographie
| 2000 | 2010 | - | - | - | - |
| ---- | ---- | - | - | - | - |
| 237  | 197  | - | - | - | - |

## Source de la traduction
- (en) Cet article est partiellement ou en totalité issu de l’article de Wikipédia en anglais intitulé « Delta, Alabama » (voir la liste des auteurs).